# Guillaume Lacroix
Guillaume Lacroix (ur. 11 lutego 1976 w Bourg-en-Bresse) – francuski polityk i prawnik, od 2019 przewodniczący Lewicowej Partii Radykalnej.

## Życiorys
Pochodzi z Saint-Didier-sur-Chalaronne. Ukończył studia z prawa europejskiego na Université Jean Moulin Lyon 3, gdzie do 2004 był wykładowcą. Od 2000 do 2001 dzięki wygranej w konkursie praktykował w Komisji Europejskiej. W wieku 18 lat wstąpił do Lewicowej Partii Radykalnej. Od 2001 był radnym gminy Bourg-en-Bresse, a od 2004 do 2015 regionu Rodan-Alpy. W 2008 wybrano go natomiast do rady kantonu i departamentu Ain (został wówczas wiceprzewodniczącym rady generalnej departamentu, powołany też na zastępcę mera Bourg-en-Bresse). W 2021 uzyskał mandat radnego regionu Owernia-Rodan-Alpy.
W 2011 pełnił funkcje kierownicze w sztabie Jean-Michela Bayleta w prawyborach prezydenckich w ramach Partii Socjalistycznej. W 2014 objął stanowisko sekretarza generalnego, a w 2016 pierwszego wiceprezesa Lewicowej Partii Radykalnej (w 2017 współtworzącej Ruch Radykalny, Społeczny i Liberalny). Od kwietnia 2015 do stycznia 2017 pozostawał doradcą premierów Manuela Vallsa i Bernarda Cazeneuve'a do spraw decentralizacji i rozwoju regionalnego, zaś w styczniu 2017 został referendarzem w Trybunale Obrachunkowym. W marcu 2019 jego ugrupowanie zdecydowało się opuścić zjednoczony MRSL, następnie Guillaume Lacroix objął funkcję przewodniczącego reaktywowanej PRG. We wrześniu tegoż roku formalnie wybrano go na to stanowisko na trzyletnią kadencję.